# Micubiši J2M
Micubiši J2M Raiden (japonsky: 雷電, Hrom) byl jednomotorový stíhací letoun japonského císařského námořního letectva užívaný ve druhé světové válce. Spojenci mu přidělili kódové jméno Jack.

## Vznik
V září 1939 byly vydány specifikace 14-Ši na přepadový stíhací letoun, který by byl schopen zasahovat proti těžkým bombardovacím letounům. V dubnu 1940 byly specifikace upřesněny.
Na japonské straně poprvé zahrnovaly ochranu pilota zadní pancéřovou deskou. Ve specifikaci také byla určena minimální rychlost 600 km/h v 6 000 m, přistávací rychlost 130 km/h, délka vzletu ne větší než 300 m, výdrž ve vzduchu minimálně 45 minut na plný výkon a výzbroj dvou kanónů ráže 20 mm a dvou kulometů puškové ráže 7,7 mm.
Šéfkonstruktér společnosti Micubiši, Džiró Horikoši, zahájil práce na projektu letounu výběrem vhodné pohonné jednotky. Volba padla na dvouhvězdicový čtrnáctiválec Micubiši MK4C-A Kasei 13 s třílistou vrtulí. V konstrukci bylo uplatněno nově vyvinuté křídlo s laminárním profilem, vybavené vztlakovými klapkami.

## Vývoj

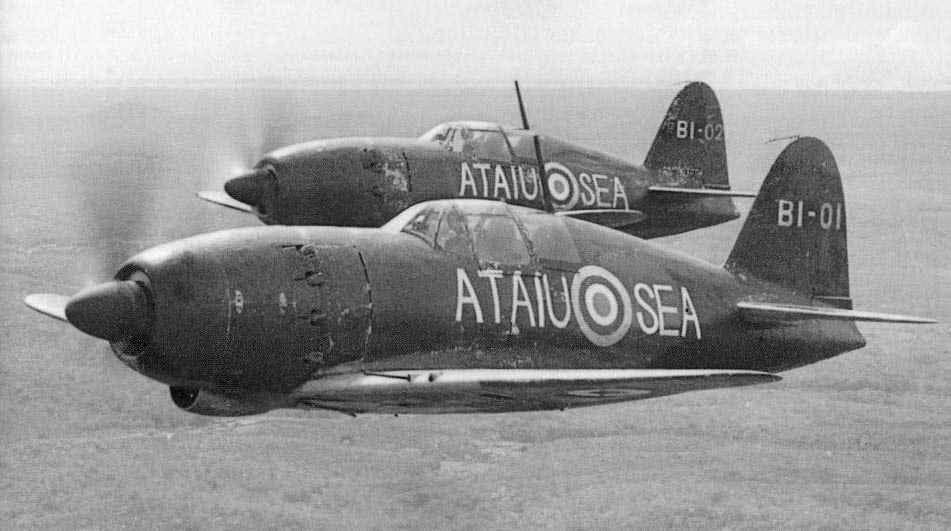
J2M3 model 21 Raiden zařazené v roce 1945 do ověřovacího programu Allied Technical Air Intelligence Unit, South-East Asia

První z prototypů Micubiši J2M1 Kjókúsen vzlétl 20. března 1942. Tovární i bojoví piloti testovali nové stroje na továrním letišti Suzuka a podle jejich připomínek byly prototypy upravovány a modifikovány.
Čtvrtý vyrobený exemplář byl upraven na verzi J2M2 Kjókúsen-Kai s motorem MK4R-A Kasei 23a se systémem přímého vstřikování paliva a směsi metanolu a vody. Zadní část trupu byla zvýšena, úpravou prošly palivové nádrže, umístění sedačky pilota a tvar větrného štítku na překrytu kabiny.
Sériová výroba stroje objednaného pod označením Micubiši J2M2 model 11 Raiden dala za rok 1943 141 kusů. Letouny byly vyzbrojeny dvojicí kulometů typ 97 v trupu a dvěma kanóny typ 99 model 2 v křídle. Od této verze byly zavedeny čtyřlisté stavitelné vrtule Sumitomo VDM o průměru 3,30 m.
Na výrobní lince je na přelomu let 1943-44 doplnil J2M3 model 21 Raiden s lokálně zesíleným křídlem s instalovanou dvojicí kanónů typ 99 model 1 a 2 ráže 20 mm v každé polovině. Kulomety v trupu již byly vynechány.
Subverze J2M3a model 21A Raiden měla v křídle celkem čtyři kanóny typ 99 model 2 s vyšší kadencí střelby.
Na jaře roku 1944 vznikla verze J2M6 model 31 Raiden s inovovaným krytem kabiny, která byla vyzbrojena dvěma páry kanónů typ 99 model 1 a 2, subverze J2M6a model 31A Raiden se čtyřmi kanóny typ 99 model 2 s dlouhými hlavněmi.
Souběžně s J2M6 byl vyvíjen J2M5 model 33 Raiden s výkonnějším výškovým motorem Kasei 26a s třístupňovým kompresorem. Subverze J2M5a model 33A měla na vnější pozici v křídle kanóny ráže 30 mm.[zdroj⁠?!]
Snaha o další zvýšení výkonů Raidenu ve velkých výškách vedla k verzi J2M4 model 32 Raiden ze srpna 1944 s motorem MK4R-C Kasei 23c s turbokompresorem. Tato pohonná jednotka udržovala v hladině 9200 m výkon 1059 kW. Stroje měly na levé straně přední části trupu lapač vzduchu, na pravé pak samotný turbokompresor.

## Nasazení

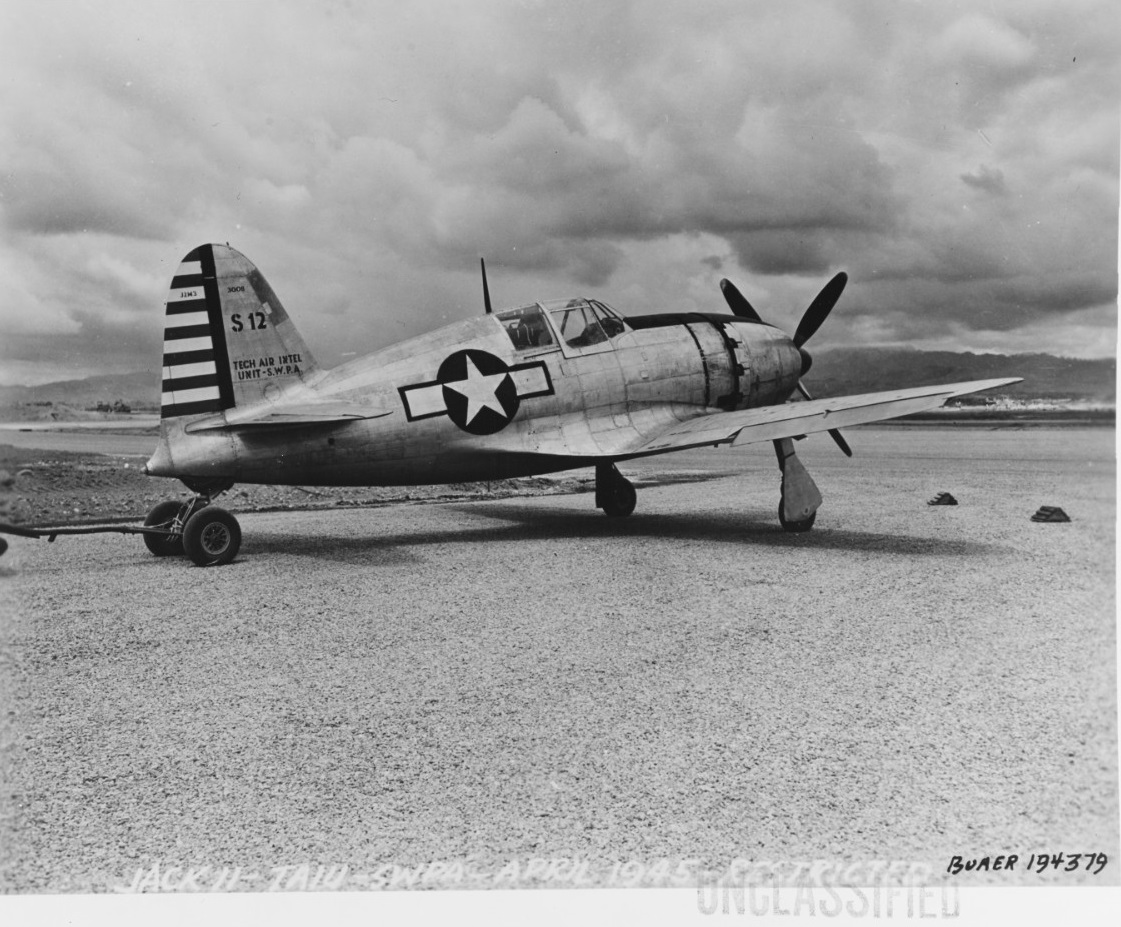
Micubiši J2M3, USAAC, duben 1945

První jednotkou vyzbrojenou Raideny se stala 381. Kókútai se základnou v Tojohaši u Nagoje.
Spojenci se s těmito letouny setkali až v druhé polovině roku 1944 nad Marianami. Hlavní oblastí nasazení byly Japonské ostrovy, kde měly stroje díky výborné stoupavosti zasahovat proti létajícím pevnostem B-29. Účinnost J2M však nesplnila očekávání, letoun byl poměrně náročný na pilotáž pro piloty zvyklé na pomalejší letadla s malým plošným zatížením a japonští piloti neměli moc času na přeškolení na tento jinak dobrý letoun. Celkem bylo vyrobeno 476 kusů všech verzí.

## Specifikace (J2M3)

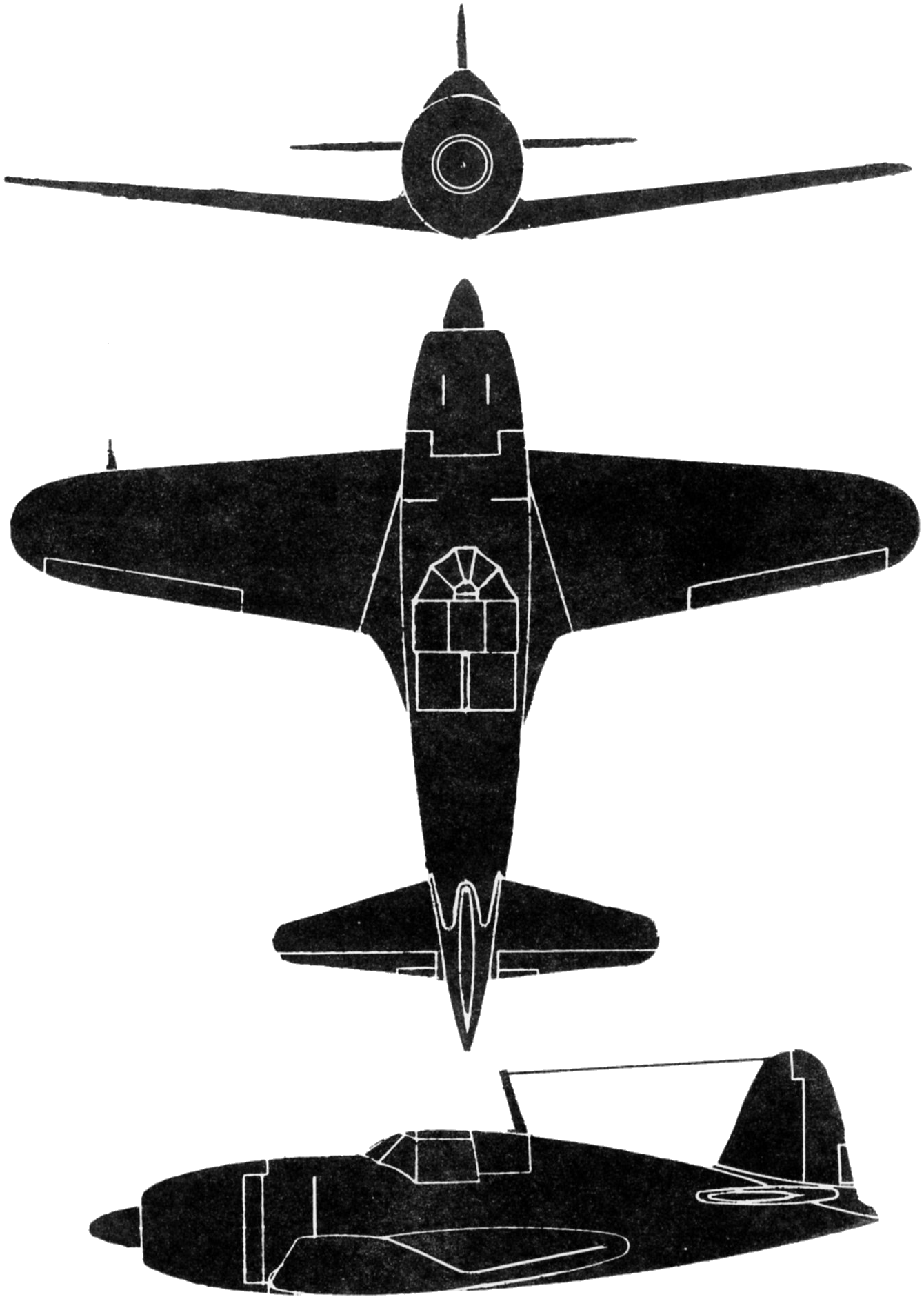
Třípohledová silueta J2M

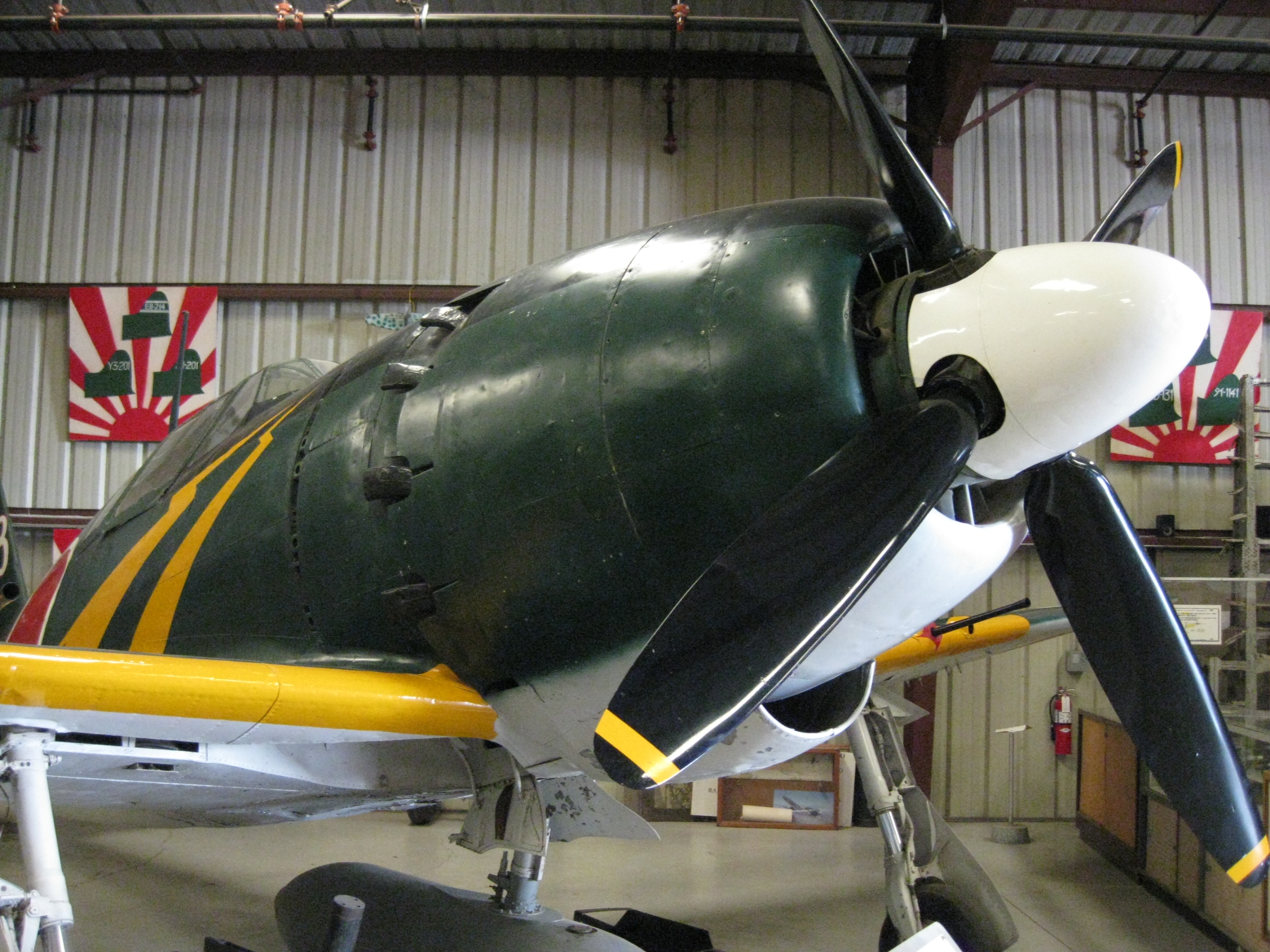
Micubiši J2M3

Údaje dle

### Technické údaje
- Osádka: 1
- Rozpětí: 10,8 m
- Délka: 9,945 m
- Výška: 3,945 m
- Nosná plocha: 20,05 m²
- Prázdná hmotnost: 2 460 kg
- Vzletová hmotnost: 3 435 kg
- Pohonná jednotka: 1 × vzduchem chlazený čtrnáctiválcový dvouhvězdicový motor Micubiši MK4R-A pohánějící čtyřlistou stavitelnou vrtuli
- Výkon pohonné jednotky: 1 342,25 kW (1 800 hp) (vzletový)

### Výkony
- Maximální rychlost: 587 km/hod (317 uzlů) ve výšce 5 300 m
- Cestovní rychlost: 352 km/h (190 uzlů) v 6 000 m
- Výstup do 6 000 m: 6 min 14 sekund
- Praktický dostup: 11 700 m
- Dolet: 1 898,3 km (1 025 nm)

### Výzbroj
- 2 × 20mm kanón typ 99 model 1
- 2 × 20mm kanón typ 99 model 2
- 2 × 60kg puma